# Чемпіонат Угорщини з футболу 1932—1933
30-й розіграш першості Угорщини. Столична команда «Уйпешт» завоювала третій титул за чотири роки, випередивши своїх головних конкурентів «Хунгарію» і «Ференцварош» на одне і два очка відповідно.
По завершенні сезону клуби «Уйпешт» і «Хунгарія», як дві перші команди чемпіонату, брали участь у Кубку Мітропи.

## Підсумкова турнірна таблиця
|    | Турнірна таблиця | І  | В  | Н | П  | ГЗ | ГП | Р   | О  |
| -- | ---------------- | -- | -- | - | -- | -- | -- | --- | -- |
| 1  | Уйпешт           | 22 | 17 | 3 | 2  | 89 | 30 | +59 | 37 |
| 2  | Хунгарія         | 22 | 16 | 4 | 2  | 74 | 28 | +46 | 36 |
| 3  | Ференцварош (C)  | 22 | 16 | 3 | 3  | 80 | 22 | +58 | 35 |
| 4  | Керюлеті         | 22 | 11 | 4 | 7  | 49 | 39 | +10 | 26 |
| 5  | Будаї 11         | 22 | 10 | 5 | 7  | 41 | 43 | −2  | 25 |
| 6  | Бочкаї           | 22 | 9  | 5 | 8  | 40 | 35 | +5  | 23 |
| 7  | Кішпешт          | 22 | 6  | 7 | 9  | 40 | 55 | −15 | 19 |
| 8  | Сегед            | 22 | 7  | 5 | 10 | 32 | 47 | −15 | 19 |
| 9  | Аттіла           | 22 | 6  | 1 | 15 | 30 | 50 | −20 | 13 |
| 10 | Немзеті          | 22 | 4  | 5 | 13 | 32 | 62 | −30 | 13 |
| 11 | Шомогі           | 22 | 3  | 3 | 16 | 25 | 63 | −38 | 9  |
| 12 | Шорокшар         | 22 | 3  | 3 | 16 | 27 | 85 | -58 | 9  |

## Перехідні матчі за право грати в лізі 1
«Вашаш» Будапешт —  «Шомогі»  — 0:3, 2:5

## Склад чемпіона
| Основний склад | Кількість проведених матчів |
| --- | --------------------------- |
| Акнаї Кеваго Дудаш Салаї Сюч Кіш Авар Шарош Шаш Сабо Явор |                             |
| Янош Акнаї (12) |                             |
| Карой Кеваго (17) |                             |
| Дьюла Дудаш (11) |                             |
| Анталь Салаї (21) |                             |
| Дьордь Сюч (12) |                             |
| Габор Кіш (15.3) |                             |
| Іштван Авар (21.31) |                             |
| Міклош Шарош (20.8) |                             |
| Йожеф Шаш (7.2) |                             |
| Габор Сабо (18.13) |                             |
| Паль Явор (21.29) |                             |
| Інші гравці: Реже Хубер (5), Дьордь Горі (5); Дьюла Футо (10), Ласло Штернберг (5), Єне Лігеті (1); Ференц Боршаньї (11), Янош Віг (5); Янош Ковач (7), Міхай Фаркаш (6.1), Карой Дері (4), Ференц Пустаї (4), Карой Кіш (3.1), Сімон Віг (1); тренер: Іштван Тот |                             |

## Найкращі бомбардири
|     | Гравець        | Команда       | Голів |
| --- | -------------- | ------------- | ----- |
| 1°  | Іштван Авар    | «Уйпешт»      | 31    |
| 2°  | Паль Явор      | «Уйпешт»      | 29    |
| 3°  | Ласло Чех      | «Хунгарія»    | 25    |
| 4°  | Йожеф Такач    | «Ференцварош» | 24    |
| 5°  | Імре Шереньї   | «Кішпешт»     | 15    |
| 6°  | Бела Біхамі    | «Немзеті»     | 14    |
|     | Матяш Карман   | «Керюлеті»    | 14    |
|     | Ласло Феньвеші | «Керюлеті»    | 14    |
| 9°  | Дьюла Польгар  | «Будаї 11»    | 13    |
| 10° | Паль Тіткош    | «Хунгарія»    | 11    |
|     | Геза Тольді    | «Ференцварош» | 11    |

## Найкращий гравець року
|    | Гравець     | Команда       |
| -- | ----------- | ------------- |
| 1° | Дьюла Лазар | «Ференцварош» |